# Cidnopus aeruginosus
Cidnopus aeruginosus là một loài bọ cánh cứng trong họ Elateridae. Loài này được Olivier miêu tả khoa học năm 1790.

## Hình ảnh

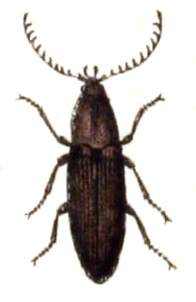